# 삼자현

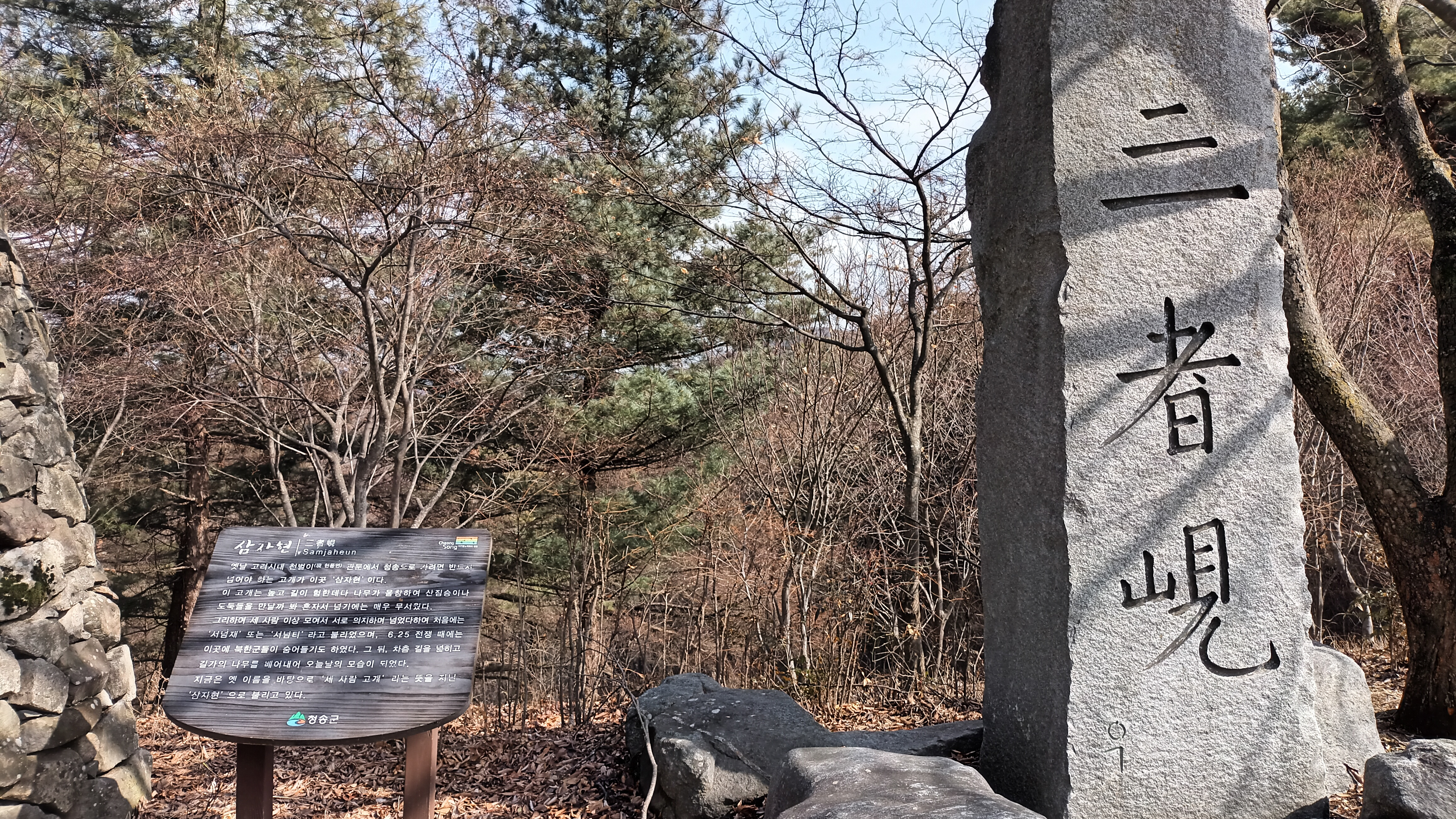
삼자현고개 정상부의 비석과 안내판

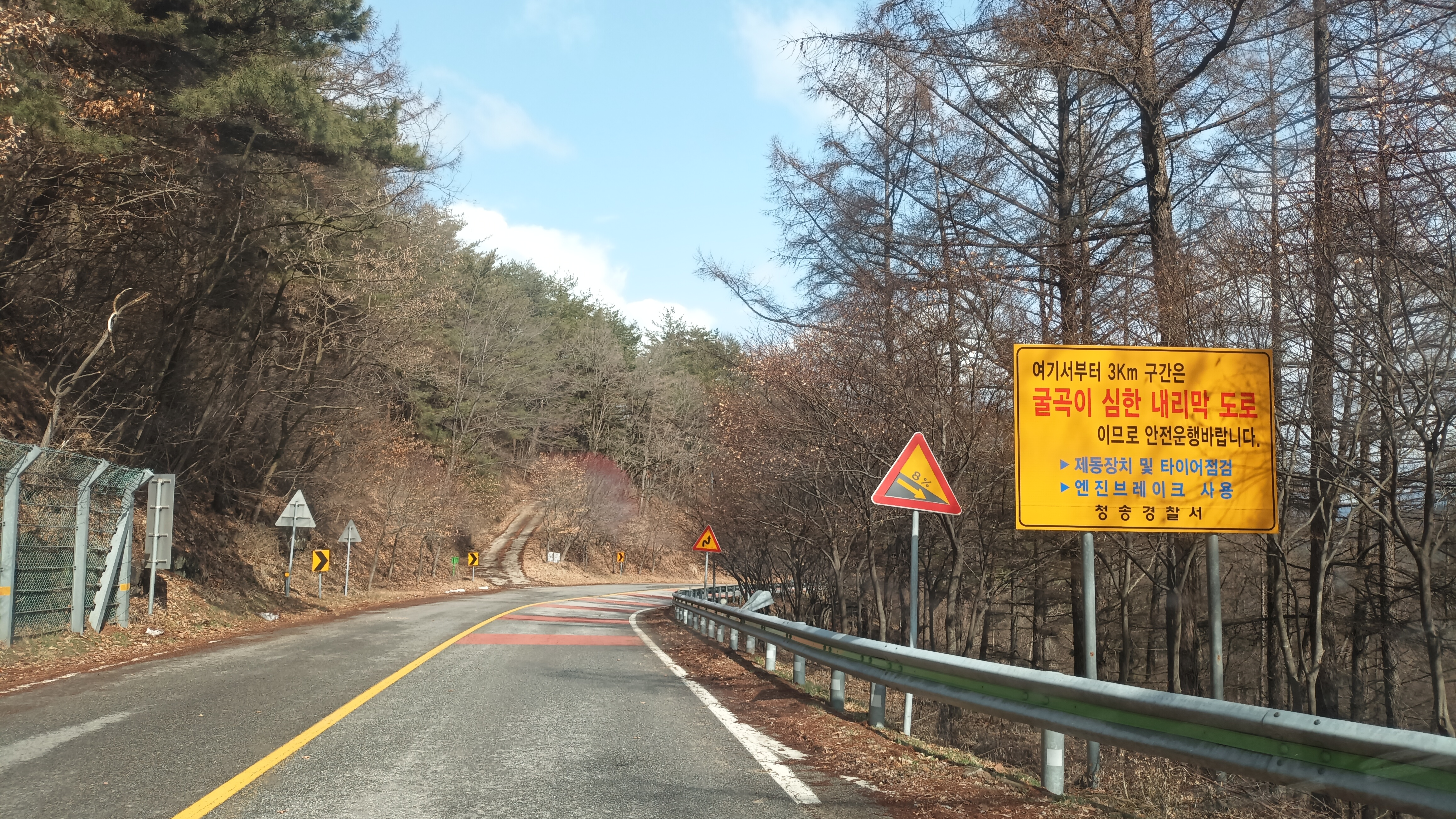
삼자현고개, 청송군 부남면 방향 내리막길

삼자현(三者峴)은 경상북도 청송군 현동면과 부남면 사이에 위치한 고개다. 국도 제31호선이 이곳을 지난다.

## 이름 유래
삼자현고개는 옛날에는 높은고지대인 뿐만 아니라 숲까지 울창해서 산적이나 위험한 산짐승이 많았다고 한다. 그래서 이 고개를 한두사람 만으로 넘기에는 위험해서 언제나 이 고개를 넘기 전에 세사람 이상이 모여야 이 고개를 넘었다고 하며 삼자현 또는 서넘티, 서넘재라고 부르게 되었다. 이러한 산세는 6.25전쟁 후 이 곳에 공비들이 은신하기 좋아 자주 공비들이 출몰하곤 했는데, 이 피해를 막기 위해서 도로변의 수목을 베어버려 예전처럼 숲이 울창하던 모습은 찾기 어려워졌다. 다만 그 대신 정조식조림사업에 의해 조성된 낙엽송과 봄 가을엔 진달래꽃과 흥엽을 많이 볼 수 있다.
옛 문헌에서는 삼자현(三者峴) 또는 삼자령(三者嶺)의 명칭으로 자주 등장하며, 대동여지도에서는 삼자현이라고 되어 있고 『조선지지자료』에는 우리말로 풀어쓴 명칭인 '서늠티'로 되어 있다. 『여지도서』에서는 이 곳에 삼자원(三者院)이라는 역이 있었는데 폐지되었다는 기록도 있다.

## 전설
이 고개에는 옛날 가난한 총각이 신부를 얻어서 처가에 다녀오기 위해 이 고개를 넘던 중 산적에게 아내를 빼앗겨 너무나 억울한 나머지 종일토록 산이 무너지도록 통곡하다가 소나무에 목을 매어 죽었다는 전설이 유래하고 있다. 또는 영천·대구 등지에서 시집오던 새댁이 세 번을 울며 시집을 왔다고 하는 구전도 있다.

## 도로 교통
이 고개는 포항시와 청송군을 잇는 중요 교통 통로임에도 불구하고 산세가 험하고 숲이 울창해 통행하기 어려웠다. 1986년 현서~청송 간 52km 길이의 도로 확·포장 공사가 이루어져 1990년에 개통해 예전과 같은 통행에 애로사항은 크게 감소했으나 겨울철 폭설로 교통이 가끔 통제되기도 한다. 또한 개설된 도로도 대부분이 급곡각부로 형성되어 겨울철 눈이 올때나 집중호우시 항상 사고위험을 가지고 있어 청송군에서는 이 지역을 터널을 이용해 관통하여 지나가는 방안을 추진하고 있으며, 2017년 7월에 착공하여, 2023년 6월 7일 삼자현터널이 개통된다. 2024년 2월 현재 삼자현터널이 개통되었다.

## 관광
지금은 경관조림사업으로 잘 조성된 산림을 볼 수 있으며 웅장한 소나무와 함께 단풍나무로 이어진 거리가 16km나 되어 있어 드라이브 코스로 각광받고 있다. 또한 도로변에 옛 정취가 물씬 풍기는 여러 조형물을 설치되어 있어 도로를 지날 때마다 새로운 즐거움을 주고 있다.

## 대구층노두
삼자현으로 올라가는 도로(삼자현로)에는 아래 사진과 같이 중생대 백악기의 퇴적암 지층 경상 누층군 대구층의 지층이 드러나 있다. 
도평 지질도폭 지역 청송군 현동면 도평리 삼자현 고개 도로(구 국도 제31호선 구간)변의 대구층 노두
- 삼자현로 도로변 노두
북위 36° 13′ 23.7″ 동경 129° 03′ 14.8″ / 북위 36.223250°  동경 129.054111°
- 삼자현로 도로변 노두. 북동쪽으로 경사한다.
북위 36° 17′ 51.0″ 동경 129° 02′ 48.3″ / 북위 36.297500°  동경 129.046750°
- 왼쪽 노두의 근경
북위 36° 17′ 51.6″ 동경 129° 02′ 48.1″ / 북위 36.297667°  동경 129.046694°
- 엔진 브레이크 사용 안내 표지판 뒤의 대구층 노두
북위 36° 17′ 48.4″ 동경 129° 02′ 51.6″ / 북위 36.296778°  동경 129.047667°
- 삼자현로 도로변 노두. 북동쪽으로 경사한다.
북위 36° 17′ 54.7″ 동경 129° 03′ 02.6″ / 북위 36.298528°  동경 129.050722°
- 삼자현로 도로변 노두. 북동쪽으로 경사한다.
북위 36° 18′ 04.6″ 동경 129° 03′ 02.3″ / 북위 36.301278°  동경 129.050639°
- 왼쪽 노두의 근경
북위 36° 18′ 05.4″ 동경 129° 03′ 02.4″ / 북위 36.301500°  동경 129.050667°